# Nationaal park Karlamilyi
Het Nationaal park Karlamilyi is een nationaal park in de regio Pilbara in de Australische staat West-Australië, ongeveer 250 kilometer ten noordoosten van het mijnstadje Newman. Van de oprichting in 1977 tot 2008 was het park bekend onder de naam Rudall River National Park.
Het park heeft een oppervlakte van 12.837 km2. Het is het grootste nationale park in West-Australië en het op een na grootste nationaal park in heel Australië. Het park wordt beheerd door het Department of Parks and Wildlife (DPaW) van West- Australië. Het ligt ten noorden van de Kleine Zandwoestijn en ten zuiden van de Grote Zandwoestijn. Het park omvat het volledige stroomgebied van de efemere rivier Rudall. Deze rivier wordt door de Mardu, de plaatselijke Aboriginesbevolking, de Karlamilyi genoemd, vandaar de naam van het park.
Alexander Morrison · 
Avon Valley · 
Badgingarra · 
Bandiln͟gan (Windjana Gorge) · 
Beelu · 
Boorabbin · 
Brockman · 
Cape Arid · 
Cape Le Grand · 
Cape Range · 
Cliff Spackman · 
Collier Range · 
Dan͟ggu · 
D'Entrecasteaux · 
Dimalurru (Tunnel Creek) · 
Drovers Cave · 
Drysdale River · 
Eucla · 
Fitzgerald River · 
Francois Peron · 
Frank Hann · 
Gloucester · 
Goldfields Woodlands · 
Goongarrie · 
Gooseberry Hill · 
Greater Beedelup · 
Greenmount · 
Hassell · 
Hidden Valley · 
John Forrest · 
Kalamunda · 
Kalbarri · 
Karijini · 
Karlamilyi · 
Kennedy Range · 
Lawley River · 
Leeuwin-Naturaliste · 
Lesmurdie Falls · 
Lesueur · 
Millstream-Chichester · 
Mitchell River · 
Moore River · 
Mount Augustus · 
Mount Frankland · 
Mount Roe-Mount Lindesay · 
Nambung · 
Neerabup · 
Peak Charles · 
Porongurup · 
Purnululu · 
Scott · 
Serpentine · 
Shannon · 
Sir James Mitchell · 
Stirling Range · 
Stokes · 
Tathra · 
Torndirrup · 
Tuart Forest · 
Unnamed (Nr. 17519) · 
Unnamed (Nr. 46400) · 
Walpole-Nornalup · 
Walyunga · 
Warren · 
Watheroo · 
Waychinicup · 
Wellington · 
West Cape Howe · 
William Bay · 
Wolfe Creek Meteorite Crater · 
Yalgorup · 
Yanchep
Overzicht Nationale parken in:
 Australië · New South Wales · Noordelijk Territorium · Queensland · Zuid-Australië · Tasmanië · Victoria · West-Australië